# 長野県道426号吹上北殿線
長野県道426号吹上北殿線（ながのけんどう426ごう ふきあげきたどのせん）は、長野県伊那市から上伊那郡南箕輪村に至る一般県道である。

## 概要
伊那市吹上の長野県道203号与地辰野線交点を起点とし、伊那市西箕輪、上伊那郡南箕輪村大泉を経て南箕輪村北殿（きたどの）で国道153号交点の大泉入口交差点を終点とする。
国道付近の約100mは道路が狭いが、そこから大泉集落の入口にかけては一部都市計画決定がなされており、春日街道（長野県道88号伊那箕輪線）までの区間は2車線道路で整備されている。

## 地理

### 通過する自治体
- 伊那市
- 上伊那郡南箕輪村